# Giochi della XIII Olimpiade
I Giochi della XIII Olimpiade (in inglese Games of the XIII Olympiad) si sarebbero dovuti svolgere a Londra, nel Regno Unito, nel 1944, ma vennero annullati a causa del perdurare della seconda guerra mondiale.
La capitale britannica vinse, nel 1939, la concorrenza di Roma, Detroit, Losanna, Atene, Budapest, Helsinki e Montréal. Per compensazione, Londra ospitò quattro anni più tardi i Giochi della XIV Olimpiade, i primi del secondo dopoguerra.
Nonostante la guerra, il CIO decise di organizzare una serie di manifestazioni per celebrare il 50º anniversario della fondazione presso la sede centrale di Losanna. Tenutasi dal 17 al 19 giugno 1944, venne definita la "Celebrazione del Giubileo del CIO" da Carl Diem, l'ideatore della fiaccola olimpica.
Come quattro anni prima nei pressi di Norimberga, infine, alcuni prigionieri di guerra polacchi detenuti nello stalag Oflag II-C di Woldenberg (oggi Dobiegniew) ottennero l'autorizzazione per celebrare dei Giochi olimpici dei prigionieri di guerra, tenutisi dal 23 luglio al 13 agosto.